# Dinero duro
Las políticas de dinero duro (a diferencia de las políticas de moneda fiduciaria) apoyan un estándar de especie, generalmente oro o plata, generalmente implementado con dinero representativo.
En 1836, cuando entró en vigor el veto del presidente Andrew Jackson al relanzamiento del Segundo Banco de los Estados Unidos, emitió la Specie Circular, una orden ejecutiva de que todas las tierras públicas debían comprarse con dinero duro. Una política de dinero fuerte es aquella en la que el gobierno reconoce la moneda que se basa en un artículo fijo real que se considera valioso. El dinero duro se considera lo opuesto al dinero fiduciario, que es una moneda que toma su valor de una declaración del gobierno o una ley que le asigna dicho valor. Como tal, este tipo de dinero no es intrínsecamente valioso, pero puede usarse en transacciones siempre que se diga que es de curso legal. El uso de dinero fiduciario es ahora más común que el uso de dinero duro, especialmente a nivel internacional. El dólar estadounidense, por ejemplo, es un ejemplo de moneda fiduciaria.

## Moneda bentoniana
En los Estados Unidos, el dinero duro a veces se conoce como bentoniano, en honor al senador Thomas Hart Benton, quien fue un defensor de las políticas de dinero duro de Andrew Jackson. En opinión de Benton, la moneda fiduciaria favorecía a los ricos urbanos del este a expensas de los pequeños agricultores y comerciantes del oeste. Propuso una ley que exigía el pago de las tierras federales solo en moneda fuerte, que fue rechazada en el Congreso pero luego consagrada en una orden ejecutiva, la Specie Circular.